# Rosa bridgesii
Rosa bridgesii är en rosväxtart som beskrevs av Crepin och Per Axel Rydberg. Rosa bridgesii ingår i släktet rosor, och familjen rosväxter. Inga underarter finns listade i Catalogue of Life.